# Förstakammarvalet i Sverige 1963
Förstakammarvalet i Sverige 1963 var ett val i Sverige till Sveriges riksdags första kammare. Valet hölls i den tredje valkretsgruppen i september månad 1963.
Två valkretsar utgjorde den tredje valkretsgruppen: Södermanlands läns och Västmanlands läns valkrets och Blekinge läns och Kristianstads läns valkrets. Ledamöterna utsågs av valmän från de landsting som valkretsarna motsvarade. Ordinarie val till den tredje valkretsgruppen hade senast ägt rum 1955.
De valda ledamöterna valdes på ett åttaårigt mandat, till och med 31 december 1971. I praktiken utlöpte samtliga mandat i första kammaren den 31 december 1970, då enkammarriksdagen infördes från och med den 1 januari 1971. Val till den nya enkammarriksdagen hölls i september 1970.

## Valmän
| Landsting    | H    | C    | F    | S    | Totalt |
| ------------ | ---- | ---- | ---- | ---- | ------ |
| Landsting    |      |      |      |      | Totalt |
| Södermanland | 6    | 7    | 10   | 32   | 55     |
| Västmanland  | 4    | 8    | 8    | 36   | 56     |
| Blekinge     | 4    | 4    | 6    | 21   | 35     |
| Kristianstad | 11   | 12   | 11   | 29   | 63     |
| Totalt       | 25   | 31   | 35   | 118  | 209    |
| %            | 12,0 | 14,8 | 16,7 | 56,5 | 100,0  |

## Mandatfördelning
Den nya mandatfördelningen som gällde vid riksdagen 1964 innebar att Socialdemokraterna behöll egen majoritet. 
| Parti  | Parti                        | FK 1963 | 3:e valkretsgruppen | 3:e valkretsgruppen | 3:e valkretsgruppen | FK 1964 |
| Parti  | Parti                        | FK 1963 | Innan               | Efter               | Ändring             | FK 1964 |
| ------ | ---------------------------- | ------- | ------------------- | ------------------- | ------------------- | ------- |
|        | Socialdemokraterna           | 77      | 10                  | 10                  | ▲1                  | 78      |
|        | Folkpartiet                  | 27      | 4                   | 4                   | ▬                   | 27      |
|        | Högerpartiet                 | 26      | 1                   | 1                   | ▬                   | 26      |
|        | Centerpartiet                | 19      | 3                   | 2                   | ▼1                  | 18      |
|        | Sveriges kommunistiska parti | 2       | 0                   | 0                   | ▬                   | 2       |
| Totalt | Totalt                       | 151     | 18                  | 17                  | ▼1                  | 151     |

## Invalda riksdagsledamöter
Södermanlands läns och Västmanlands läns valkrets:
- Georg Carlsson, c
- Hugo Osvald, fp
- Johan Persson, fp
- Bertil Andersson, s
- Gustaf Andersson, s
- Sven Andersson, s
- Gustaf Fahlander, s
- Nils Ståhle, s
- Sten Söderberg, s

Blekinge läns och Kristianstads läns valkrets:
- Yngve Nilsson, h
- Gustaf Elofsson, c
- Nils Hansson, fp
- Sten Åkesson, fp
- Helge Karlsson, s
- Svante Kristiansson, s
- Rikard Svensson, s
- Nils Erik Wååg, s